# Norman McLeod (Fußballspieler)
Norman McLeod (* September 1938 in Vancouver) ist ein ehemaliger kanadischer Fußballspieler. Er war 1957 der erste kanadische Torschütze in einem WM-Qualifikationsspiels und wurde 2005 in die Canadian Soccer Hall of Fame aufgenommen. Sein Neffe Wes McLeod war in den 1970er und 1980er Jahren ebenfalls kanadischer Nationalspieler.

## Karriere
McLeod begann im Alter von 10 Jahren mit dem Fußballspiel und spielte mit 14 bereits im Erwachsenenbereich. Auf Vereinsebene war er für die Vancouver Halecos aktiv, mit denen er 1956 die kanadische Meisterschaft gewann. In späteren Jahren spielte McLeod noch für die Vancouver Canadians in der Pacific Coast Soccer League.
1957 gehörte McLeod zum ersten kanadischen Aufgebot bei einem WM-Qualifikationsspiel. Beim 5:1-Heimspielsieg gegen die USA erzielte McLeod das erste Tor. Dennoch wurde der Einzug in die nächste Runde durch zwei Niederlagen in den beiden folgenden Spielen gegen Mexiko verpasst. Die insgesamt vier Partien im Rahmen der Qualifikation für die Weltmeisterschaft 1958 blieben zugleich McLeods einzige Länderspieleinsätze, 1960 gehörte er noch zur kanadischen Mannschaft, die eine Tournee durch Großbritannien und die Sowjetunion unternahm. Der klein gewachsene Flügelspieler, der für seinen harten Schuss bekannt war, kam zu insgesamt 14 Einsätzen für die Auswahl von British Columbia gegen verschiedene Tourneemannschaften, darunter Admira Wien, West Bromwich Albion, Zenit Leningrad, Birmingham City, Sheffield United und Roter Stern Belgrad.